# شهرستان پینگان
شهرستان پینگان (به لاتین: Ping'an District) یک منطقهٔ مسکونی در چین است که در هایدونگ واقع شده‌است.